# Karl Gotthold Krause
Karl Gotthold Krause (* 16. August 1837 in Dresden; † 25. Oktober 1899 in Berlin) war ein deutscher Jurist und Politiker (Nationalliberale Partei). Er war Mitglied des Deutschen Reichstags und des Sächsischen Landtags.

## Leben und Wirken
Der Sohn eines Advokaten studierte 1855/56 an den Universitäten in Aix und Paris und anschließend von November 1856 bis Juli 1858 an der Universität Leipzig Rechtswissenschaften. 1857 wurde er Mitglied des Corps Saxonia Leipzig. Nachdem er sein juristisches Staatsexamen abgelegt hatte, trat er im August 1858 in die Expedition des Advokaten und Notars Zacharias in Dresden ein. Im Januar 1860 legte er seine juristische Staatsprüfung ab. Er arbeitete anschließend zunächst als Aktuar bei dem Finanzprokurator und Advokaten Stimmel in Plauen und dann von Juli 1861 bis Dezember bei dem Advokaten Dr. Schreiber in Chemnitz. 1865 ließ er sich als Rechtsanwalt in Dresden nieder.
Von 1869 bis 1875 gehörte er als Vertreter des 38. ländlichen Wahlkreises und von 1875 bis 1881 als Vertreter des 3. Wahlkreises der Stadt Leipzig der II. Kammer des Sächsischen Landtags an. Zudem war er von 1872 bis 1877 Stadtverordneter von Dresden. Von 1874 bis 1877 war er Mitglied des Deutschen Reichstags für den Wahlkreis Sachsen 23 (Plauen, Oelsnitz) und von 1890 bis 1893 für den Wahlkreis Sangerhausen-Eckartsberga.
Im April 1886 siedelte er nach Berlin über, wo er Gutsbesitzer wurde und als Stadtrat tätig war.